# Agía Varvára (Attique)
Pour les articles homonymes, voir Agia Varvara.
Agía Varvára (en grec : Αγία Βαρβάρα), est une localité et un dème situé juste à l'ouest d'Athènes dans la périphérie de l'Attique en Grèce.

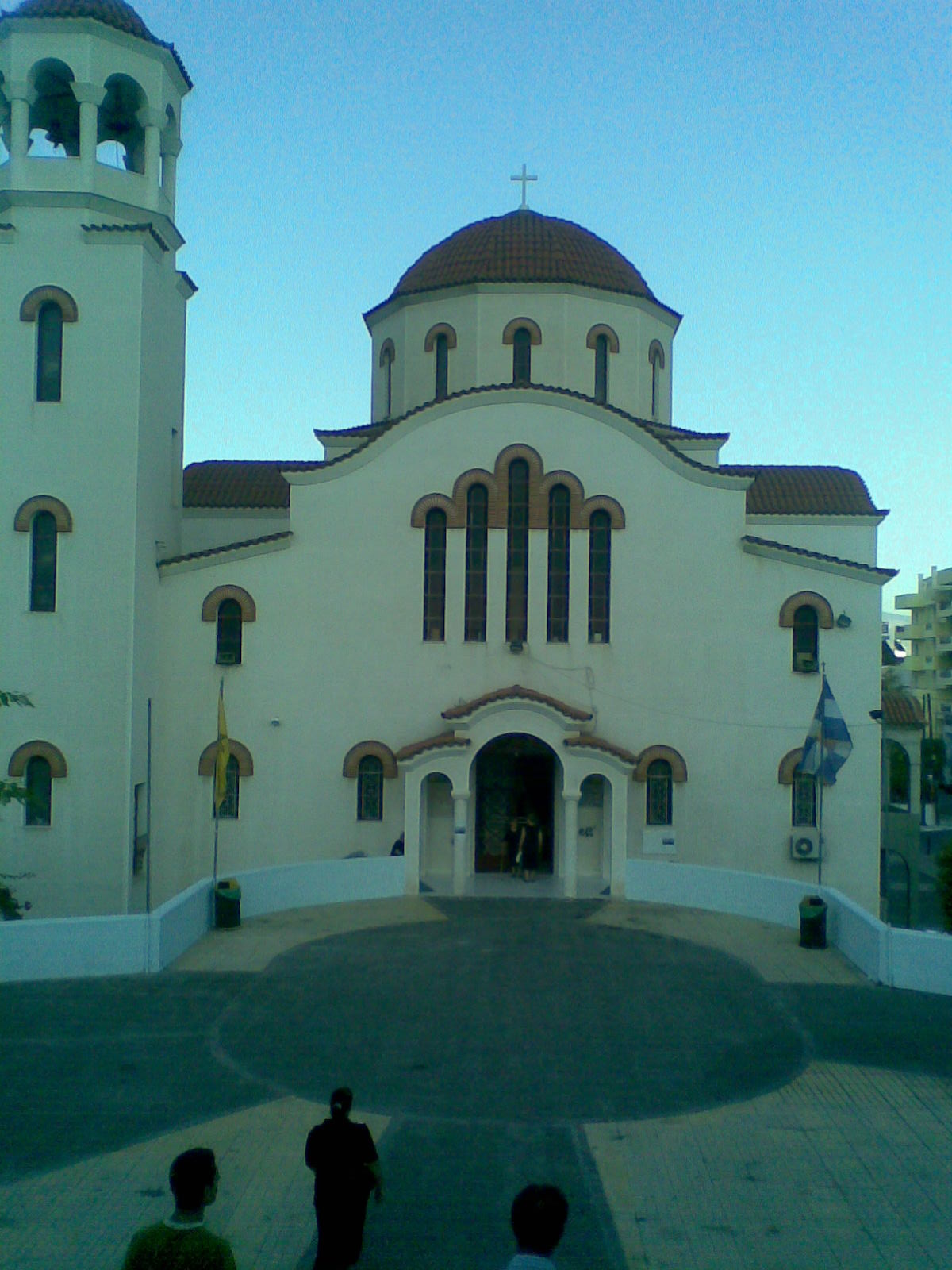
Église du Prophète Elie à Agía Varvára.